# Diego Abascal
Diego Ignacio Abascal Marín (n. Viña del Mar, Chile, 12 de enero de 1990) es un futbolista chileno. Juega de mediocampista y actualmente se encuentra en Vatinhos F.C.

## Clubes
| Club              | País  | Año        |
| ----------------- | ----- | ---------- |
| Unión Quilpué     | Chile | 2010       |
| San Antonio Unido | Chile | 2011       |
| Barnechea         | Chile | 2012       |
| San Luis          | Chile | 2013- 2014 |

## Títulos
| Título                       | Club     | País  | Año  |
| ---------------------------- | -------- | ----- | ---- |
| Primera B Torneo de Apertura | San Luis | Chile | 2013 |